# Täby, Örebro kommun
Täby är kyrkbyn i Täby socken i Örebro kommun i Närke. Mellan 2015 och 2020 avgränsade SCB här en småort.
Det närliggande området består till största delen av slättland och präglas av jordbruk. Genom Täby rinner Täbyån. I samhället finns en medeltidskyrka; Täby kyrka och i närheten ligger Örebro flygplats. Genom området går också europavägarna E18 och E20. Orten är belägen sydväst om Örebro på den så kallade Närkeslätten.

## Ortnamnet
(i) Tæbo sokn 1415. Socknen har fått sitt namn av kyrkbyn. Invånarna där kallades för täboar. Deras beteckning var bildad till ordet tä 'fägata, bygata'. Den ursprungliga efterleden -bo har senare blivit -by genom anslutning till den typen av namn. 

## Fotnoter
1. 1 2 3  Småorter 2015, SCB, 19 december 2016, läs online.[källa från Wikidata]
2. ↑  läs online, www.mingata.se .[källa från Wikidata]
3. ↑  Kodnyckel för SCB:s statistiska tätorter och småorter - Koppling mellan gammalt och nytt kodsystem, SCB, 11 november 2021, läs online.[källa från Wikidata]
4. ↑  Avregistrerade och nyregistrerade statistiska småorter 2020, SCB, 31 mars 2022, läs online.[källa från Wikidata]
5. ↑  Förändringar i antalet småorter 2010-2015, Statistiska centralbyrån, 19 december 2016.
6. ↑  Svenskt ortnamnslexikon (2003), s. 332, ISBN 91-7229-020-X